# City-Tunnel Offenbach
City-Tunnel w Offenbachu am Main (niem. City-Tunnel Offenbach), tunel kolejowy w niemieckim mieście Offenbach am Main, oraz odcinkiem, po którym poruszają się wszystkie linie S-Bahn Rhein-Main w kierunku wschodnim (linie S1, S2, S8, S9).

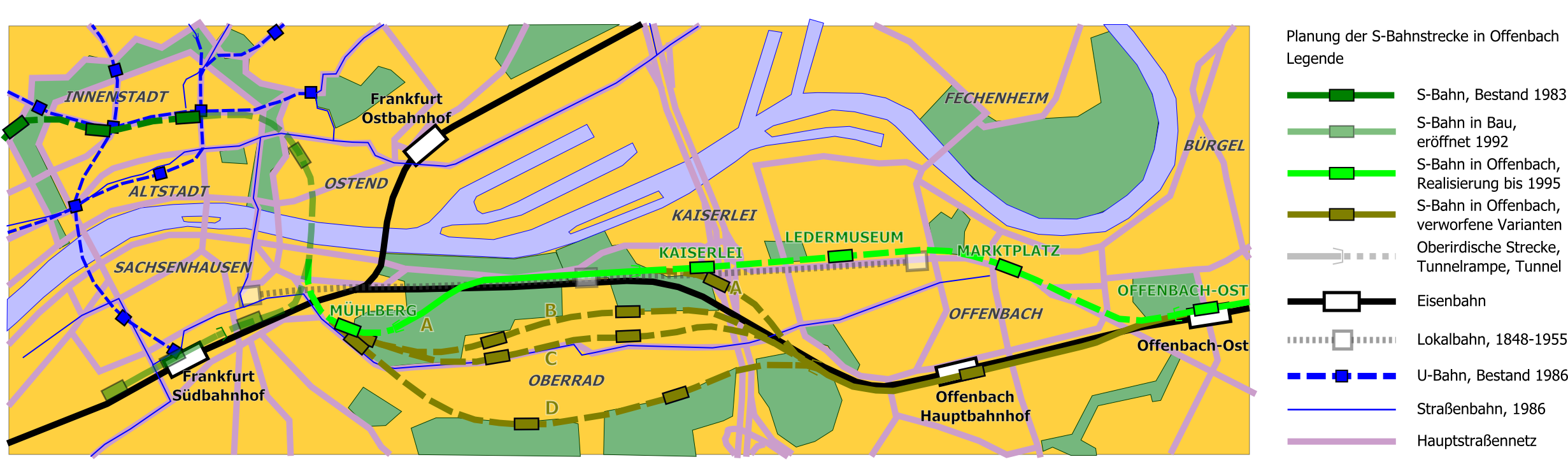
Różne warianty poprowadzenia trasy tunelu średnicowego w Offenbachu
Różne warianty poprowadzenia trasy tunelu średnicowego w Offenbachu. Kolorem jasnozielonym zaznaczony jest obecny przebieg trasy, ciemnozielonym – planowane warianty. Kolorem czarnym- trasy kolejowe, niebieskim- metro we Frankfurcie nad Menem.

## Planowane warianty
Pierwotnie istniało pięć wariantów poprowadzenia nowej linii kolejowej. Skupiono się na jednym, który omijał frankfurcką dzielnicę Oberrad, w której budowa tunelu spowodowała by ogromny problem częściowej przebudowy pozostałej infrastruktury, a co za tym idzie podniesienie kosztów budowy. Protest mieszkańców Oberrad przyczynił się do cofnięcia pozwolenia na budowę na tym terenie ze strony miasta Frankfurtu.
Jesienią roku 1983 miasto Offenbach am Main nakazało przeanalizować koszty budowy różnych wariantów trasy S-Bahn. Mimo większych nakładów finansowych, podjęto decyzję o budowie tunelu prowadzącego przez centrum miasta, sugerując, że korzyści z takiego przebiegu trasy są wyższe, niż (roz)budowa innych naziemnych tras na terenie miasta.

## Budowa
Czwartego grudnia 1986 roku, zakończono rozmowy dotyczące finansowania projektu. Utworzenie nowego planu zabudowy i ratyfikacja planów przez poszczególne gremia trwała aż pod koniec roku 1990, kiedy wszystkie potrzebne do rozpoczęcia budowy wymagania zostały spełnione. Symbolicznie budowa została rozpoczęta dnia 23 marca 1988 roku.
Także w Offenbachu doszło do problemów z infrastrukturą miejską. Należało przenieść niektóre podziemne linie energetyczne, kanalizację wodną i gazową, przekierować ruch samochodowy wewnątrz miasta. Nie wszędzie budowa mogła być prowadzona w systemie otwartym (odkrywkowym). Na rogu ulic Bieberer Straße i Friedhofstraße tunel budowany był bezpośrednio pod fundamentami piwnicznymi znajdujących się tam budynków mieszkalno-usługowych. Należało tam zbudować specjalne wzmocnienia. Z 3,7 km trasy, 3,5 km zostało wybudowanych w systemie otwartym.

## Otwarcie trasy i późniejsze zmiany
Otwarcie trasy między stacjami Frankfurt-Mühlberg i Offenbach (Main) Ost nastąpiło 23 maja 1995 roku. Przedłużono jednocześnie linię S8 aż do Hanau, pociągi linii S1 kończyły bieg na stacji Offenbach-Ost, a pociągi linii S2 nie dojeżdżały do Offenbachu, lecz kończyły bieg na dworcu Frankfurt Südbahnhof.
Po zakończeniu kolejnej rozbudowy trasy tzw. Kolei Rodgau (Rodgaubahn) oraz trasy do Dietzenbach, przez tunel średnicowy i miasto Offenbach przebiegają dziś linie S1, S2, S8 i S9. Z powodu przepełnienia w tunelu średnicowym we Frankfurcie nad Menem, pojedyncze pociągi linii S2 kończą lub rozpoczynają w godzinach szczytu bieg na dworcu Offenbach Hauptbahnhof, omijając równocześnie tunel offenbaski.

## Stacje

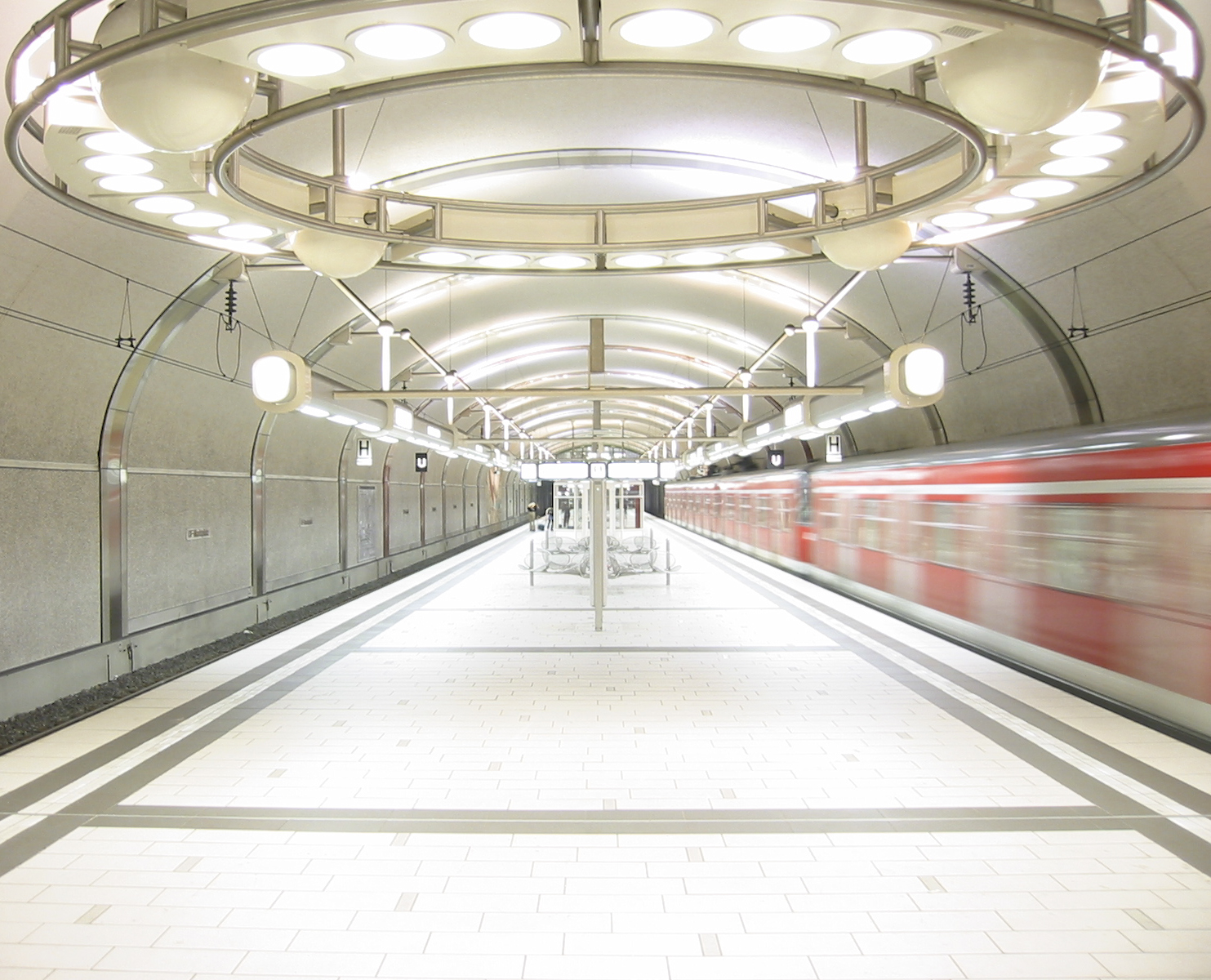
Stacja Marktplatz

W tunelu średnicowym w Offenbach znajdują się trzy stacje podziemne. Są to Kaiserlei, Ledermuseum oraz Marktplatz. Wszystkie stacje są architektonicznie do siebie podobne, jednoprzestrzenne i obywają się bez elementów konstrukcyjnych i filarów wewnątrz. Dzięki temu zwiększyło się subiektywne poczucie bezpieczeństwa pasażerów, a zarazem zmniejszyło się prawdopodobieństwo wybryków chuligańskich i wandalizmu. Po raz pierwszy w historii S-Bahn w Regionie Ren-Men, nad zaprojektowaniem stacji pracowali zatrudnieni w tym celu zewnętrzni architekci, a nie biuro projektowe kolei niemieckiej.

## Literatura
- Eisenbahnen in der Region Frankfurt RheinMain, Hestra-Verlag Darmstadt 2002, ISBN 3-7771-0304-7 (Koleje żelazne w Regionie Frankfurt Ren-Men)